# Килинги-Ниме
Килинги-Ниме (ест. Kilingi-Nõmme) је град у округу Пјарну, у југозападној Естонији. У граду, према попису ставништва из 2010. године, на површини од 4,3 km², живи 2.295 становника.
Први пут, насеље се спомиње 1560. године. Град је касније добио име по земљопоседнику Валентину Килингу (ест. Valentin Schilling) и гостионици „Ниме“ (ест. Nõmme). Крајем 19. века, Килинги-Ниме има око 500 становника. Године 1928. је било 1420 становника. Килинги-Ниме је добио своја градска права 1. маја 1938. године. Од 1998. Килинги-Ниме је члан међународног пројекта Европска културна села.
Готово да и нема индустрије у самом граду. Килинги-Ниме је окружен са 35.562 хектара шума, па су многе компаније овде активне у преради дрвета.